# Pronuba lenkoi
Pronuba lenkoi là một loài bọ cánh cứng trong họ Cerambycidae.